# Сечиньский, Рудольф

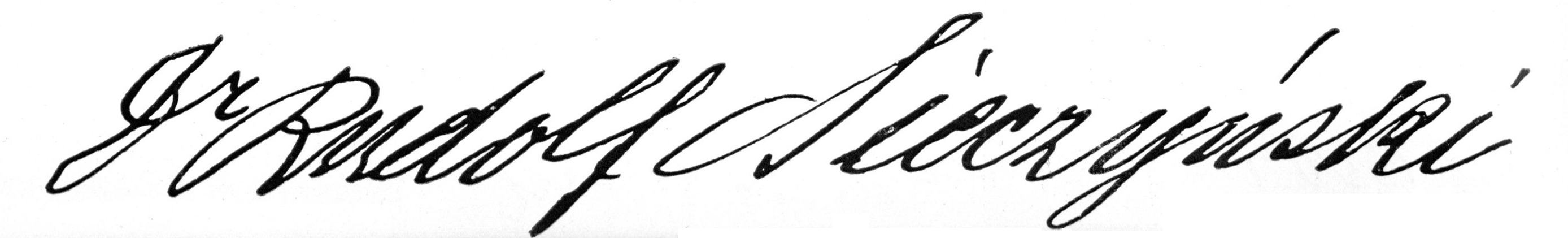
Автограф

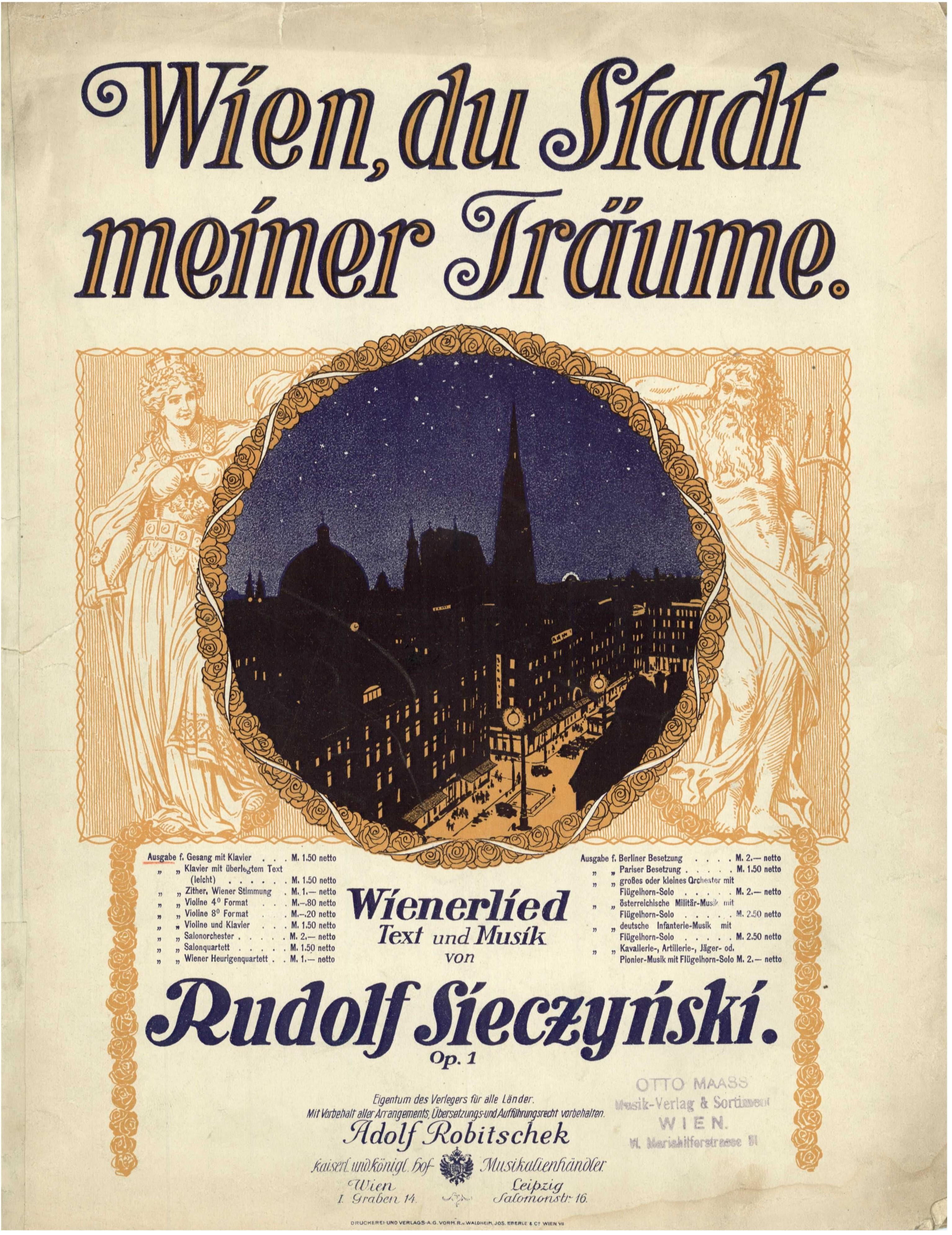
Wien, du Stadt meiner Träume, титульный лист (Musikverlag Robitschek)

Рудольф Сечиньский (23 февраля 1879, Вена — 5 мая 1952, там же) — австрийский композитор польского происхождения, писатель, государственный деятель, президент Союза композиторов Австрии.
Происходил из польской семьи, которая намеренно сохранила в немецком языке польское написание фамилии с буквой «ń».
Он научился играть на фортепиано, обучаясь дома у матери. После окончания средней школы начал изучать право в Венском университете. В 1904 году получил степень доктора права и начал работать юристом в округе Мёдлинг в Нижней Австрии.
Во время Первой мировой войны был начальником лагеря для интернированных в Гёллерсдорфе. 16 апреля 1917 года был награждён Военным крестом за гражданские заслуги 3-й степени .
После войны он был назначен заведующим сельскохозяйственным ведомством и получил звание надворного советника (хофрат).
В 1919 году опубликовал юридический труд Die Wiederbesiedelung gelegter Bauerngüter und Häusleranwesen.
В 1930-е годы был начальником лагеря для интернированных в Веллерсдорф-Штайнбрюкль.
Помимо профессиональной деятельности, писал книги по истории Вены, о её культуре и обычаях, а также сочинял песни на венские темы на собственные тексты.
Его самое известное музыкальное произведение — «Вена, город моей мечты» (нем. Wien, du Stadt meiner Träume, 1912). Текст песни вскоре был переведен на многие языки. В 1999 году мелодия была исполнена в фильме «С широко закрытыми глазами» режиссёра Стэнли Кубрика. Другие произведения в том же стиле не повторили успеха этой песни.
В 1925—1930, 1930—1938 и 1947—1949 годах Рудольф Сечиньский избирался президентом Союза австрийских композиторов.
В 1935 г. стал офицером австрийского ордена «За заслуги».
В 1948 г. ему вручено Почётное кольцо города Вены.
Похоронен на венском кладбище Hietzinger Friedhof.